# 克雷泰伊区
克雷泰伊区（法語：Arrondissement de Créteil）是法国法兰西岛大区马恩河谷省所辖的一个区。总面积146平方公里，总人口314322，人口密度2153人/平方公里（2017年）。主要城镇为克雷泰伊。

## 辖区
克雷泰伊区辖有16个市镇。